# 雙態系統

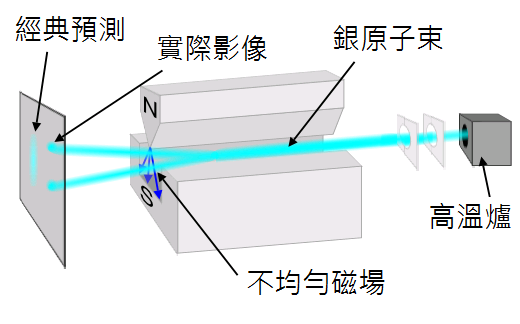
設定斯特恩-革拉赫實驗儀器的磁場方向為z-軸，入射的銀原子束可以被分裂成兩道銀原子束，每一道銀原子束代表一種量子態，上旋或下旋。

雙態系統（英語：Two-state system）在量子力學裏是一種擁有兩個互相獨立的量子態的量子系統。更正式地說，雙態系統的希爾伯特空間是二維的，自由度是2。注意，这并不是指该系统只有两个量子态，因为根据量子力学公设态叠加原理，系统可以处于这两个独立量子态的任意叠加态。
若雙態系統中的二個量子態有相同的能量，則雙態系統只存在尋常解，但若二個量子態之間有能量差，則會出現非尋常解。

## 雙態動力學
設定量子系統的不含時間哈密頓算符{\displaystyle H\,\!}，其兩個互相獨立的本徵態是{\displaystyle |a\rangle \,\!}與{\displaystyle |b\rangle \,\!}，滿足
{\displaystyle H|a\rangle =E_{a}|a\rangle \,\!}，
{\displaystyle H|b\rangle =E_{b}|b\rangle \,\!}；
其中，{\displaystyle E_{a}\,\!}與{\displaystyle E_{b}\,\!}分別為{\displaystyle |a\rangle \,\!}與{\displaystyle |b\rangle \,\!}的能量本徵值。
設定在某時間{\displaystyle t_{0}\,\!}，量子系統的量子態為
{\displaystyle |\psi (t_{0})\rangle =c_{a}|a\rangle +c_{b}|b\rangle \,\!}；
其中，{\displaystyle c_{a}\,\!}與{\displaystyle c_{b}\,\!}是複值常數，分別是{\displaystyle |\psi (t_{0})\rangle \,\!}處於{\displaystyle |a\rangle \,\!}與{\displaystyle |b\rangle \,\!}的機率幅。
那麼，隨著時間的演化，在時間{\displaystyle t\,\!}，量子系統的量子態為
{\displaystyle |\psi (t)\rangle =c_{a}e^{-iE_{a}(t-t_{0})/\hbar }|a\rangle +c_{b}e^{-iE_{b}(t-t_{0})/\hbar }|b\rangle \,\!}。
假設，一個多態系統只能夠處於最低能量的兩個量子態。那麼，這多態系統有效地變成了一個雙態系統，可以應用雙態系統模型來解析這多態系統。

## 例子

### 自旋1/2粒子
自旋1/2粒子是一個標準的雙態系統。自旋投影於z-軸的分量{\displaystyle S_{Z}\,\!}，其{\displaystyle S_{Z}\,\!}算符的兩個本徵態是「自旋向上」態與「自旋向下」態。電子是一種自旋1/2粒子。設定一個朝著z-軸方向的均勻磁場{\displaystyle \mathbf {B} =B_{0}{\hat {\mathbf {z} }}\,\!}作用於電子。這作用會造成電子能級的分裂。因為這作用，必須添加{\displaystyle eB_{0}S_{Z}/m\,\!}這項目在哈密頓算符{\displaystyle H\,\!}裏。假若原本的能級為{\displaystyle E_{0}\,\!}，自旋向上態的能級會增加為{\displaystyle E_{0}+eB_{0}/2m\,\!}；而自旋向下態的能級會降低為{\displaystyle E_{0}-eB_{0}/2m\,\!}；其中，{\displaystyle e\,\!}是單位電荷量，{\displaystyle m\,\!}是電子質量。

### 氨分子
氨分子的位於頂點的氮原子可以處於兩種量子態，在由三個氫原子設定的平面的上面，稱為「上」量子態，或是這平面的下面，稱為「下」量子態。所以，氨分子是一個雙態系統。由於上量子態與下量子態的能級相等，這雙態系統簡併。在一個垂直於氫原子平面的電場{\displaystyle \mathbf {E} ={\mathcal {E}}{\hat {\mathbf {z} }}\,\!}裏，由於氨分子具有從氮原子指向氫原子的電偶極矩{\displaystyle \mathbf {p} =p{\hat {\mathbf {z} }}\,\!}，造成了上量子態與下量子態的能級分裂。因為這作用，必須添加{\displaystyle -\mathbf {p} \mathbf {E} \,\!}這項目在哈密頓算符{\displaystyle H\,\!}裏。假若原本的能級為{\displaystyle E_{0}\,\!}，上量子態的能級會增加為{\displaystyle E_{0}+|p|{\mathcal {E}}\,\!}；而下量子態的能級會降低為{\displaystyle E_{0}-|p|{\mathcal {E}}\,\!}。所以，雙態系統變成不簡併系統。

### 量子計算機
在量子資訊科學裡，量子位元概念的基礎是雙態系統模型。任何量子計算操作是一個統一的操作在布洛赫球面旋轉狀態向量。

### 論文
- Feynman, Richard P.; Vernon Jr., Frank L.; Hellwarth, Robert W.  (PDF). Journal of Applied Physics (AIP). 1957, 28 (1): 49–52  [2021-11-17]. Bibcode:1957JAP....28...49F. ISSN 0021-8979. LCCN 33023425. OCLC 900973293. doi:10.1063/1.1722572. （原始内容 (PDF)存档于2017-08-11）.
- Claude Cohen-Tannoudji, Bernard Diu, Franck Laloë: Quantenmechanik 1/2. 2. Auflage. Walter de Gruyter, Berlin – New York, S. 649 ff.

### 書籍
- 費曼, 理查; 雷頓, 羅伯; 山德士, 馬修. . 台灣: 天下文化書. 2006: 39–156. ISBN 986-417-672-2.
- 北野, 正雄. . 共立出版. 2010-01-23  [2021-11-17]. ISBN 978-4320034624. OCLC 502981559. NDL 21708221. （原始内容存档于2021-11-17）.
- 高林, 武彦. . 臨時別冊・数理科学 SGCライブラリ. サイエンス社. 1999-01-01. ASIN B01FZ4D4HQ. OCLC 939470321. NDL 20312053。ISSN 0386-8257.
- Cohen-Tannoudj, Claude; Diu, Bernard. . Wiley. 1977. ISBN 978-0471164333. OCLC 908955541.
- Feynmann, Richard P.; Leighton, Robert B.; Sands, Matthew.  III. Addison-Wesley Pub. Co. 1963  [2021-11-17]. ASIN B0007GPYH6. ISBN 978-0201021189. OCLC 986948265. （原始内容存档于2021-03-06）.
- Sakurai, J. J.; Napolitano, Jim J.  2nd. Addison-Wesley. July 14, 2010. ISBN 978-0805382914. LCCN 2010022349. OCLC 641998678.

## 參閱
- 拉比周期
- 自旋-軌道作用
- 核磁共振
- 量子光学

## 外部連結
- Jan Krieger: Theoretische Quantenmechanik und Anwendungen （页面存档备份，存于）, 2007 (PDF-Datei; 4,26 MB) （德文）